# Västerleden, Örebro
Västerleden är den motorväg som går strax väster om Örebro centrum och som fungerar som den stora förbifartsleden för staden. Här samsas vägnumren E18, E20 och 50. Motorvägen med detta namn börjar vid trafikplats Adolfsberg (avfart 110), där E18 tar av mot Oslo. Vägstandarden är dock redan innan motorväg, men här benämns den endast som E20/50. Namnet övergår sedan i "Arbogavägen" vid avfart 115 som även denna har motorvägsstandard sedan år 2000. 

## Historia
När Västerleden anlades 1973 hade endast partiet motsvarande avfart 110–115 motorvägsstandard. I samband med detta byggdes även Södra Infartsleden (1967) och ett stort antal nya trafiklösningar och tvärleder, vilka tog en hel del mark i anspråk. Örebro kommun hade dock länge planerat leden runt staden, som kom att avlasta de tidigare hårt trafikerade Drottninggatan och Storgatan och därför var de flesta tomter och fastigheter lång tid i förväg inlösta. Dessutom anlades vägen i utkanten av stadens centrum, men en kraftig expansion sedan dess har lett till att den idag mer och mer liknar en stadsmotorväg. De områden som påverkades mest av bygget var Åby där båttrafiken på Svartån i princip lamslogs (och hindras än idag) av en låg bro, liksom i Hjärsta, där villor fick rivas och gatunätet förstördes. Barriären ledde faktiskt till uppkomsten av två områden, Nya Hjärsta i väst och Gamla Hjärsta i öst.
Förutom nödvändiga asfaltsarbeten så har Västerleden varit i stort sett orörd fram till början av 2000-talet, då sprickbildningar upptäcktes i vissa av överfartsbroarna. Detta fick till följd att en renoveringsprocess påbörjades. Totalt finns 13 överfartsbroar längs leden, varav 5 stycken är till enbart för gång- och cykeltrafik. Därtill tillkommer ett flertal tunnlar.
Hastighetsbegränsningen längs sträckan är 90 km/h.

## Trafikplatser
|  | Nr  | Namn                        | Skyltning                                 |
|  | --- | --------------------------- | ----------------------------------------- |
|  | 110 | Trafikplats Adolfsberg      | Pilängen, Adolfsberg, E18 Oslo, Karlskoga |
|  | 111 | Trafikplats Aspholmen/Bista | Centrum, Söder, Universitetet, Sjukhus    |
|  | 112 | Trafikplats Karlslundsgatan | Garphyttan, Ånnaboda, Väster              |
|  | 113 | Trafikplats Ekersvägen      | Närkes Kil, Tysslingen                    |
|  | 114 | Trafikplats Hedgatan        | Vivalla, Eurostop                         |
|  | 115 | Trafikplats Norrplan        | 50 Falun; 68 Gävle; Norr                  |